# 리딕
리딕(영어: Riddick)은 《리딕 (영화 시리즈)》 (에이리언 2020, 리딕: 헬리온 최후의 빛, 리딕: 다크 퓨리, 리딕)의 등장인물이다.

빈디젤 주연 데이빗토히 감독으로 1편 에이리언 2020(Pitch Black, 2000)을 시작으로 애니메이션 리딕 - 다크 퓨어리(The Chronicles Of Riddick : Dark Fury), 리딕 - 헬리온 최후의 빛(The Chronicles Of Riddick), 리딕(Riddick) 3편의 영화와 애니메이션으로는 1편의 시리즈로 구성되어 있다.